# Meechai Ruchuphan
Meechai Ruchuphan (tiếng Thái: มี ชัย ฤชุ พันธุ์, sinh ngày 2 tháng 2 năm 1938 tại Bangkok) là một chuyên gia pháp lý và chính trị gia người Thái Lan, từng là Thủ tướng tạm quyền của Thái Lan vào năm 1992.